# الشرف (البيضاء)
الشرف هي إحدى قرى الجمهورية اليمنية. وهي تتبع جغرافيًا لمحافظة البيضاء. وإداريًا لمديرية صباح. يبلغ تعداد سكانها 985 نسمة حسب الإحصاء الذي جرى عام 2004م.